# 친고죄
|                                                                  |
| 형사소송법                                                       |
| 이념과 구조                                                      |
| 무죄 추정의 원칙 · 자백배제법칙 · 전문법칙                       |
| 증거보전청구권 · 형사보상청구권 · 독수독과이론                   |
| 실체적 진실주의 · 적정절차 · 신속한 재판의 원칙                  |
| 진술거부권 · 접견교통권 · 증거개시제도                           |
| 열람등사권 · 위법수집증거배제법칙                                |
| 법원                                                             |
| 제척 · 기피 · 회피 관할 · 이송 · 법관                            |
| 피고인과 변호인                                                  |
| 피고인 ·변호인 · 성명모용자 · 공동피고인 국선변호인 · 법정대리인 |
| 검사                                                             |
| 기소독점주의 · 검사 동일체의 원칙                                |
| 수사                                                             |
| 함정수사 · 불심검문 · 임의동행 · 동행요구 · 사법경찰관           |
| 구속                                                             |
| 구속영장 · 체포영장                                              |
| 증거법                                                           |
| 정황증거 · 전문증거 · 진술조서 · 진술서 · 실황조사서 · 검증조서  |
| 진술 · 증인                                                      |
| 재판                                                             |
| 공소장 · 공소장일본주의                                          |
| 고소 · 고발 · 고소불가분의 원칙 · 자수                           |
| 상소                                                             |
| 항소, 상고 & 비상상고                                            |
| 다른 7법 영역                                                    |
| 헌법 · 민법 · 형법                                               |
| 민사소송법 · 형사소송법 · 행정법                                 |
| 포털: 법 · 법철학 · 형사정책                                     |
| v • d • e • h                                                    |

친고죄(親告罪, 독일어: Antragsdelikt)는 검사가 기소를 하는 데 있어서 범죄의 피해자나 법정대리인 등 고소권자의 고소를 필요로 하는 범죄를 말한다.

## 고소
고소는 고소권 있는 자가 수사기관에 대하여 범죄사실을 신고하고 범인의 처벌을 구하는 의사표시로서 서면뿐만 아니라 말로도 할 수 있다. 말에 의한 고소를 받은 검사 또는 사법경찰관은 조서를 작성하여야 한다. 수사기관이 고소권자를 증인 또는 피해자로서 신문한 경우에 그 진술에 범인의 처벌을 요구하는 의사표시가 포함되어 있고 그 의사표시가 조서에 기재된 경우에도 적법한 고소로 본다.

## 대한민국 형법의 친고죄
대한민국 형법은 친족 사이에서 범한 재산 범죄(친족상도례), 피해법익이 작고 공익에 직접적인 영향이 없는 모욕죄, 비밀침해죄 등을 친고죄로 규정하고 있다.
- 사자명예훼손죄
- 모욕죄
- 비밀침해죄
- 업무상비밀누설죄

### 비교법적 입법례
위의 범죄들 외에도 독일, 일본과 중화민국에서는 명예훼손죄와 재물손괴죄를 친고죄로 규정하고 있고, 독일과 중화민국에서는 주거침입죄와 주거·신체수색죄도 친고죄로 규정하고 있다. 독일의 경우 독일형법 제223조의 상해죄 및 제229조의 과실치상은 형사소추기관이 공익적 목적을 가지고 직무상 개입하지 않는 한 친고죄인데, 한국은 폭행죄와 과실치상을 반의사불벌죄로 규정하고 있다.

## 성범죄의 친고죄 폐지 연혁
- 1994년 3월 31일 이전 : 형법 제296조 및 제306조에 성폭력범죄를 친고죄로 규정. 강간·강제추행 등 살인·치사·상해·치상, 강도강간은 제외.
- 1994년 4월 1일 : 성폭력특별법 제정. 흉기 등 위험한 물건 휴대, 2인 이상 합동, 야간주거침입절도, 특수절도의 강간·강제추행, 친족 간 강간·강제추행, 장애인에 대한 준강간·준강제추행을 친고죄에서 제외.
- 1998년 1월 1일 : 13세 미만의 아동에 대한 강간·강제추행과 위계·위력에 의한 간음 및 추행, 주거침입 강간·강제추행을 친고죄에서 제외.
- 2008년 2월 4일 : 13세 이상의 청소년에 대한 강간·강제추행과 위계·위력에 의한 간음 및 추행, 13세 미만의 아동에 대한 의제강간·의제강제추행을 친고죄에서 제외.(반의사불벌죄로 규정 → 2010년 4월 15일 : 반의사불벌죄에서도 제외)
- 2013년 6월 19일 : 성범죄에 관한 친고죄 규정(형법 제296조 및 제306조)을 전부 삭제·폐지.[1]

## 판례
- 사돈지간인 경우 친족에 해당하지 않는다.[2]
- 친고죄에서 공범 중 일부에 대하여만 처벌을 구하고, 나머지에 대하여는 처벌불원의 의사를 표시한 고소는 적법한 고소라고 할 수 없다. 따라서 공소기각의 판결을 선고하여야 한다.[3]
- 친고죄에서 적법한 고소가 있었는지는 자유로운 증명의 대상이 된다.[4]

## 같이 보기
- 반의사불벌죄